# 野沢太三
野沢 太三（のざわ だいぞう、1933年〈昭和9年〉5月6日 - 2024年12月12日）は、日本の技術士、工学博士、政治家。元参議院議員（3期）、元法務大臣（第72・73代）。「沢」の戸籍上の記載は「澤」。日韓トンネル研究会会長。

## 来歴
長野県上伊那郡辰野町出身。東京大学工学部土木工学科を卒業後、日本国有鉄道に入社し、大阪鉄道管理局施設部長、長野鉄道管理局長、本社施設局長を歴任。一貫して技術畑を歩む。
1986年、第14回参議院議員通常選挙に比例区から自由民主党公認で出馬し、初当選。当選後、北海道開発政務次官を出発点に、参議院では外務委員長、決算委員長を歴任。2002年10月18日、参議院憲法調査会会長に就任。その後小泉再改造内閣で法務大臣に就任。第20回参議院議員通常選挙に出馬せず、参議院議員の任期は満了し、2004年9月27日の内閣改造によって法務大臣を退任した（64日間は民間人閣僚扱いとなった）。参議院議員引退後、自由民主党東京都支部連合会党紀委員長に就任。
2006年5月31日、日韓トンネル研究会会長に就任。
2024年12月12日午後1時32分、肺化膿症のため東京都荒川区の病院で死去。91歳没。

## 法務大臣として
死刑制度
退任間際、2人の死刑囚に対する死刑執行を命令した。特に、附属池田小事件の犯人に対し、刑の確定からわずか1年余りでの執行を命じたことが様々な議論を呼んだ。もう1人は、熊本保険金殺人事件で死刑が確定していた者。
治安問題
法務大臣に就任する際、小泉首相から日本を世界一安全な国に戻してほしいとの趣旨で治安回復の特命を受け、2003年9月、「顔の形、指紋など個人特有のデータを読み込んだ形でパスポート、その他を作っていくのが効果があるのではないか」、と述べた。
行刑問題
名古屋刑務所（愛知県みよし市・当時は西加茂郡三好町）における刑務官による暴行致死傷事件が社会問題となり、名古屋地方裁判所でその公判が続いたため、2003年10月17日、法務大臣就任後初めて同刑務所を視察。小泉首相が治安関連施設視察の一環として行刑施設を視察したのは2004年4月30日（府中刑務所）で、これが内閣総理大臣による史上初の刑務所視察となった。
諮問事項
2004年2月10日、(1)法定刑の引上げを柱とする刑法と刑事訴訟法の改正、(2)人名に使える漢字を最低五百字以上増やす方針から、子どもの命名に用いることのできる漢字（人名用漢字）の範囲の見直し（最低500字以上増やす）など四案件について、法制審議会（会長・鳥居淳子成城大教授）に諮問した。
続柄記載
東京地方裁判所は2004年3月2日の続柄記載訴訟判決で、事実婚などによって、法律上結婚していない両親の子ども（非嫡出子＝婚外子）が戸籍の続柄欄記載に「男」「女」と記載されるのに対し、婚姻届を提出した親の子ども（嫡出子）の記載で「長男」「長女」と記載される区別記載について、「非嫡出子であることを明示する合理性は乏しく、記載は限度を超えており、プライバシー権の侵害」であると判示した。これに対応して野沢法務大臣は、3月9日、参議院決算委員会で、民主党・円より子（山崎順子）議員の質問に対し、区別記載をなくす方針を表明。翌日、閣議後の記者会見で、年内をめどとして戸籍法施行規則（省令）を改正したいとの意向を明らかにした。
憲法議連
野沢法務大臣は法務大臣就任後も、2004年3月30日に開かれた憲法調査推進議員連盟（中山太郎会長、衆参317人の国会議員で構成。憲法議連、憲法推進議連などの略称あり）で、副会長職を続けていたことが明らかになった。現職法務大臣の同議員連盟の役職在職は法秩序への信頼を揺るがす恐れがあるとの批判が出たため、同日、副会長職を辞任し、4月になって辞任の事実を明らかにした。これに対し、憲法擁護義務違反のため法務大臣を辞任するのが筋だという指摘は少なくない。
裁判員制度
政府の司法制度改革の目玉でもある、市民が重大な刑事裁判の審理に参加する裁判員制度について、法案（政府提案）を2004年3月2日の閣議で決定後、衆議院では、3月16日の本会議で野沢法務大臣の趣旨説明で審議入りし、4月12日の法務委員会で公聴会を行なった後、与野党による、裁判員に課せられた守秘義務に違反した場合の罰則から懲役刑を一部削除する修正のうえ、4月23日の本会議で可決した。この修正について野沢法務大臣は、「刑事裁判に大きな影響を及ぼす制度で、一部修正し与野党の理解を得て可決されたことは意義がある」、と評価。日本弁護士連合会もこれを評価している。参議院では、4月28日の本会議で野沢法務大臣の趣旨説明により審議入り。5月21日、本会議で可決、成立した「裁判員の参加する刑事裁判に関する法律」は、2009年5月までに運用が始まることになった。
代理出産
2004年6月11日の定例記者会見において、向井亜紀と夫・高田延彦が米国人女性に代理出産を依頼して生まれた双子について問われたのに答え、「担当区役所から法務局を通じて照会があり、5月28日の段階で区役所に対し（出生届は）受理できない旨回答した」と述べ、出生届を受け取らない方針を再確認した。民法は「出産者を母とする」と定めており、法務省は海外での代理出産についても民法の規定で解釈しているためである。しかし向井は同日、「極めて個人的な親子関係の問題について、大臣が安易にマスコミへ情報を提供するということが果たして許されるのでしょうか。不受理の発表が『子の福祉』にかなうとは到底思えません」、と野沢法務大臣による公表を批判した。
在留資格
タイの両親と死別したため、日本人と結婚している祖母（東京都荒川区在住）を頼って来日、祖父母と養子縁組していたタイ人少女・吉田メビサ（13歳=中学1年生）が日本の定住者在留資格を得られない問題について、野沢法務大臣は2004年7月6日、閣議後の記者会見で、7月7日午前0時で期限切れとなる特定活動ビザの延長を認める方針を決め、日本に定住できる方法を検討するよう法務省入国管理局に指示、事実上ビザの延長を容認する判断を下したことを明らかにした。法務省が定住者在留資格を拒否したのは資格要件に「養子は6歳未満」とする法務省告示があったため。記者会見前日の7月5日、本人と養父母、代理人の村田敏弁護士らが東京入国管理局に帰国準備のための「特定活動ビザ」の延長を申請し、村田弁護士が法務省告示は内部基準に過ぎず、それを根拠に定住資格を認めないのは不当だと主張していたこと、「メビサさんを守る運動」が起こったこと、などに対応した措置であった。会見の中で、ビザ延長の具体的な内容（期間、在留資格）やどのような対応が可能かは今後の検討課題と説明、また、今後の法務省告示の改正については、（偽装養子縁組による不正来日増加の可能性があるため）国連から指摘された人身売買等に関する問題との絡みで別途再検討すると表明した。

## 年譜
- 1933年 長野県上伊那郡辰野町に生まれる。
- 1952年 長野県伊那北高等学校卒業。
- 1956年 東京大学工学部土木工学科卒業、日本国有鉄道に入社。
- 1986年7月 参議院議員に初当選。（比例区）
- 1989年8月11日 北海道開発政務次官に就任。（-1990年2月28日）
- 1992年7月 比例区で当選。
- 1998年7月 比例区で当選。
- 2003年9月22日 法務大臣に就任。
- 2003年11月19日 法務大臣に再任。
- 2004年7月11日 第20回参議院議員通常選挙に出馬せず。
- 2004年7月25日 参議院議員任期満了。
- 2004年9月27日 法務大臣を退任。附属池田小事件の犯人の死刑執行許可印を押した事が最後の仕事となった。
- 2004年11月3日 旭日大綬章を受章。
- 2006年5月31日 「日韓トンネル研究会」の4代目会長に選出される。